# Blow the Roof
Blow the Roof – drugi minialbum brytyjskiego producenta muzycznego Flux Paviliona, wydany 28 stycznia 2013 roku. Wydanie płytowe zawiera dwa dodatkowe utwory.

## Lista utworów
1. "OneTwoThree (Make Your Body Wanna)" – 4:08
2. "The Scientist" – 4:52
3. "Double Edge" (feat. Sway & P Money) – 3:25
4. "Superbad" (Flux Pavilion & Doctor P) – 3:43 (tylko na wydaniu CD)
5. "Blow the Roof" – 4:07
6. "I Feel It" – 5:13
7. "I Still Can't Stop" – 4:16
8. "Do or Die" (feat. Childish Gambino) – 4:07
9. "Daydreamer" (feat. Example) – 3:33 (tylko na wydaniu CD)
10. "Starlight" – 4:10